# Pediasia kuldjaensis
Pediasia kuldjaensis is een vlinder uit de familie grasmotten (Crambidae). De wetenschappelijke naam is voor het eerst geldig gepubliceerd in 1916 door Caradja.
De soort komt voor in Europa.